# 바실리 베레샤긴
바실리 바실리예비치 베레샤긴(러시아어: Василий Васильевич Верещагин, 1842년 10월 26일 ~ 1904년 4월 13일)은 러시아 제국의 가장 유명한 전쟁 화가로 해외에 널리 알려진 최초의 러시아 화가이다. 러시아 제국의 중앙아시아 정복과 러시아-투르크 전쟁에 종군하여 전장을 테마로 한 작품을 많이 남겼다. 러일 전쟁에서 취재를 위해 타고 있던 러시아 전함 페트로파블롭스크가 침몰하면서 사망했다. 그의 사실주의 화풍으로 인해 많은 작품들이 출판되거나 인쇄나 전시가 금지되었다.

## 생애
러시아 제국 노브고로드주 체레포베츠에서 부농의 아들로 태어났다. 8세 때 부모의 희망에 따라 군에서 운영하는 유년학교에 들어갔다. 1853년 상트페테르부르크 해군 사관학교에 입학했다. 1858년에 프리깃함 ‘캄차카’를 타고 서유럽과 이집트를 방문했다. 1859년에 장교가 되지만, 군을 제대하고 이듬해부터 페테르부르크 미술 학교에서 배운다. 우수한 성적이었지만 지루한 수업 방식에 적응을 하지 못하고, 3학년 때 퇴학을 한다. 트빌리시에서 장기간 체류한 뒤, 프랑스로 건너 가 피레네산맥 등을 찾아 파리에서 1년을 보냈다. 파리에서 에콜 데 보자르에서 배웠고, 장레옹 제롬에게 사사한다. 화가로서 그는 프랑스 파에 속하는 정밀한 묘사, 날카로운 조형, 그리고 부드럽고 밝은 다채로운 색상 조합을 특징으로 했다.

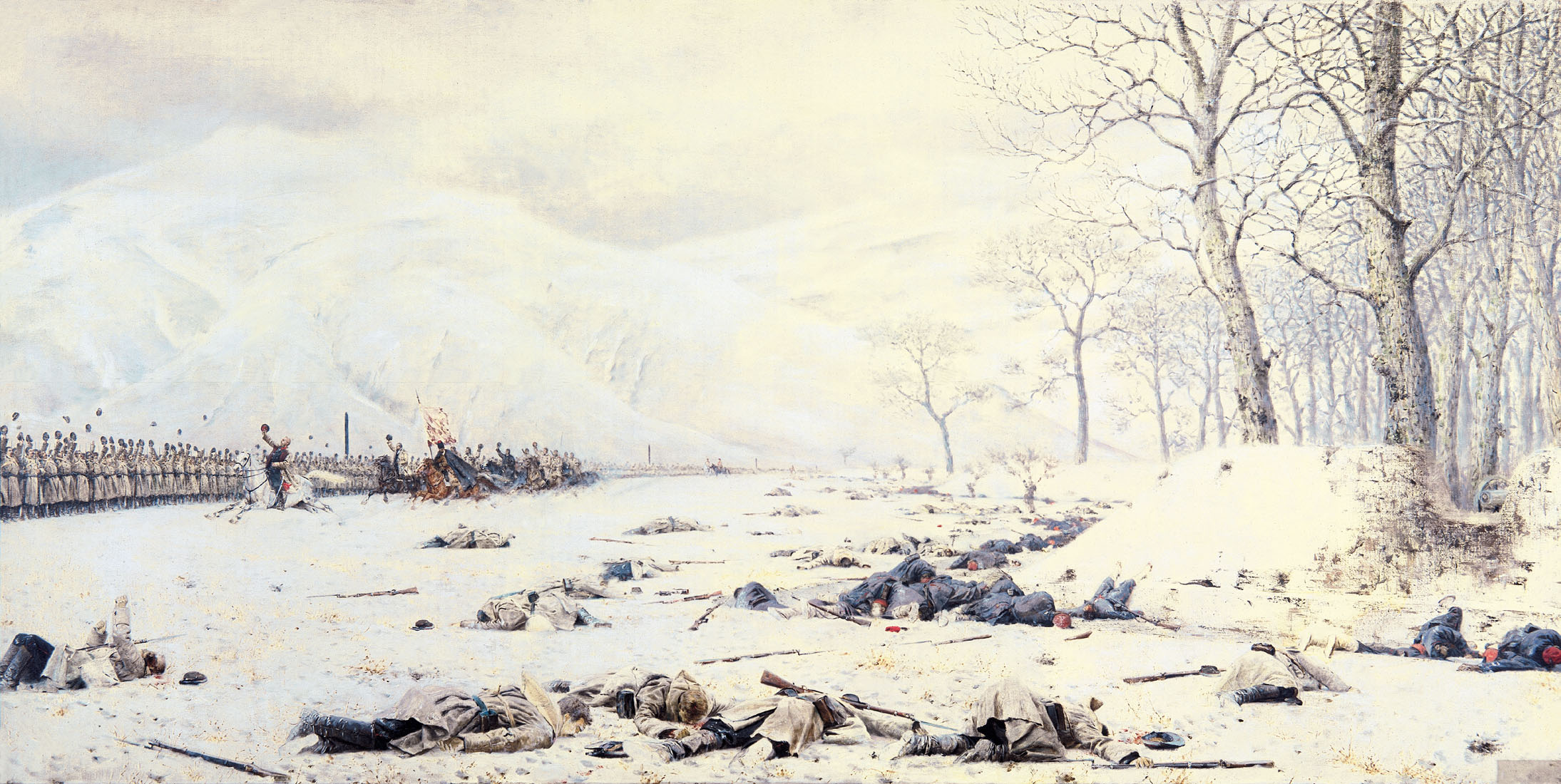
시프카 전장

1867년, 콘스탄틴 폰 카우프만 장군과 함께 투르키스탄 원정에 종군하여 사마르칸트 공격 등을 목격한다. 1868년 카우프만 장군의 후원으로 투르키스탄을 주제로 개인전을 개최했다. 1870년 뮌헨에 머물면서 종군을 하는 동안 그려 모은 스케치와 연구를 그림으로 완성시키는 작업을 했다. 당시까지만 해도 그의 관심사는 전투 장면보다는 오히려 중앙아시아의 이국적인 건축과 풍속이었다. 1874년에는 인도를 오랫동안 여행을 하고 영국에 식민지 지배를 받는 인도의 실태를 보고 듣는다. 1877년 러시아-투르크 전쟁에 종군하여, 사령관의 조치로 부관의 지위와 군 내에서 자유롭게 행동할 권리를 부여받고 시푸카 고개 전투를 목격한다. 플레벤 공략전에서는 군인으로 복무한 그의 형제가 죽고, 자신도 중상을 당한다. 이 비참한 전투는 그의 세계관을 바꾼 계기가 되었다.

### 전쟁화가, 평화주의

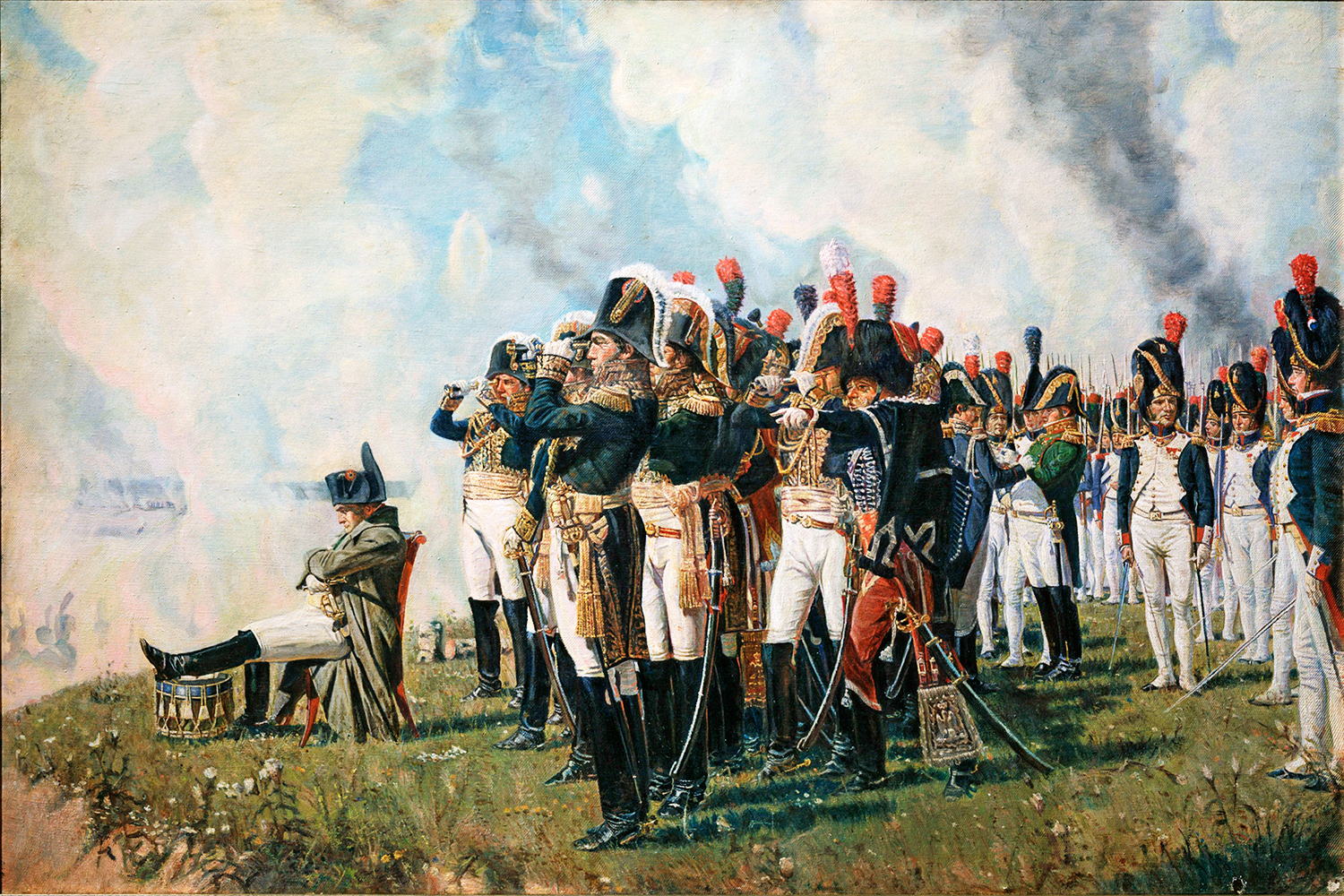
『보로디노의 나폴레옹』（1897년）

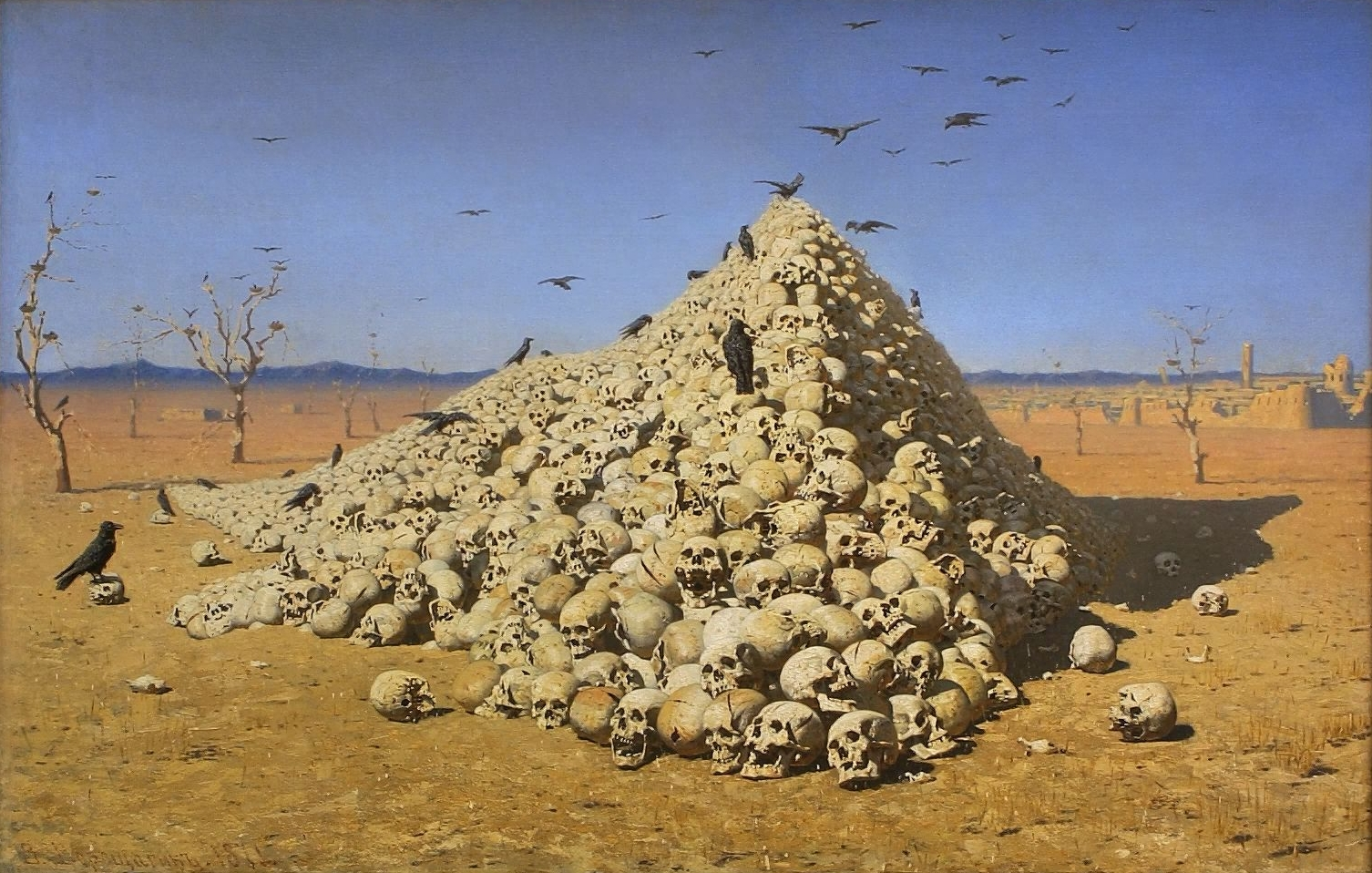
『전쟁의 결말』（1871년, 모스크바 트레티야코프 미술관 소장）

이후 그는 평화주의자로서, 전쟁의 비참함을 현지에서 스케치를 바탕으로 한 사실적인 그림으로 표현했다. 따라서 전쟁을 그린 그의 그림에는 사망자, 부상자, 약탈, 야전병원, 눈에 덮힌 병사의 시신이 자주 등장한다. 이러한 테마는 평소 그림이나 미술에 관심이 없는 사람들에게도 관심을 불러일으켰다. 또한 그의 민주주의 사상은 이동파에 가까운 것이었다. 지금까지의 영웅 예찬이었던 전쟁 회화에 철학적 의미를 부여하게 된 것이었다. 연속작이 많아 투르키스탄 원정 (1871년 ~ 1874년), 러시아-튀르크 전쟁 (1877년 ~ 1878년, 1880년 이후), 러시아 원정을 테마로 그린 것이 있는데, 특히 후자에서는 보로디노 전투를 그린 대표작 ‘보로디노의 나폴레옹’이 탄생했다. 그의 그림은 그 주제로 인해 선전 선동(프로파간다)의 도구로 이용될 수도 있었다. 다른 대표작 ‘전쟁의 결말’은 두개골의 산을 그린 것이지만 1980년에 출판된 아르메니아인 학살에 대해 쓰여진 책 표지에 ‘1916년 서부 아르메니아에서 터키에 의한 잔학 행위’라는 캡션을 달아 게재된 후에 베레샤긴의 작품으로 판명되었다.

### 장기 여행 작품군
1881년부터 이듬해에 걸쳐 비엔나와 베를린 등 긴 여행을 떠난다. 온천에 체류 중인 바트엠스는 성 알렉 교회의 제단에서 그리스도의 부활을 그렸다. 1884년에는 두 번째 인도 여행을 떠나, 시리아와 팔레스타인에도 발길을 뻗었다.
팔레스타인 성지를 방문한 그는 그리스도의 생애를 그린 일련의 작품으로, 지금까지의 서구의 유럽화된 그리스도 상이 아니라 현지에서 실제로 보고, 들은 풍속과 풍경을 그려 넣은 자연주의적 기법을 이용하여 그리스도를 중동의 인간상으로 묘사하여 물의를 일으켰다. (단 정교회의 아이콘은 서구의 회화와는 달리 원래 중동의 인간으로서 그리스도를 그리고 있다).
그의 발길은 고향 러시아, 동유럽은 물론, 심지어 미국까지 가게 된다. 미국에서 미국-스페인 전쟁의 전장이 되었던 쿠바, 필리핀을 방문한다. 또한 1903년에 일본을 방문하여, 일본의 문화와 역사에 친숙 인물상 등을 남겼다.

### 최후
1904년에 러시아와 일본 사이에서 러일 전쟁이 발발하자, 그는 러시아 조차지 뤼순으로 갔다. 여기에서도 종군한 그는 여순 함대 사령관 스테판 마카로프에 초대를 받아 기함인 〈페트로파블롭스크〉에 탑승하여, 전쟁의 풍경을 그렸다. 그러나 4월 13일 페트로파블롭스크가 일본군이 부설한 기뢰에 닿아 폭발하였고, 불과 몇 분 만에 화약고가 폭발했기 때문에 마카로프 제독과 베레샤긴을 비롯한 승무원 대부분이 전사했다. 베레샤긴의 마지막 작품이 되었던 마카로프의 회의의 모습을 그린 스케치가 파도에 떠다니다 무사히 회수되었다.
그의 죽음은 적국 일본에서도 보도되어 사회주의자였던 고토쿠 슈스이와 나카자토 카이자 등이 추모의 글을 남겼다.

## 갤러리

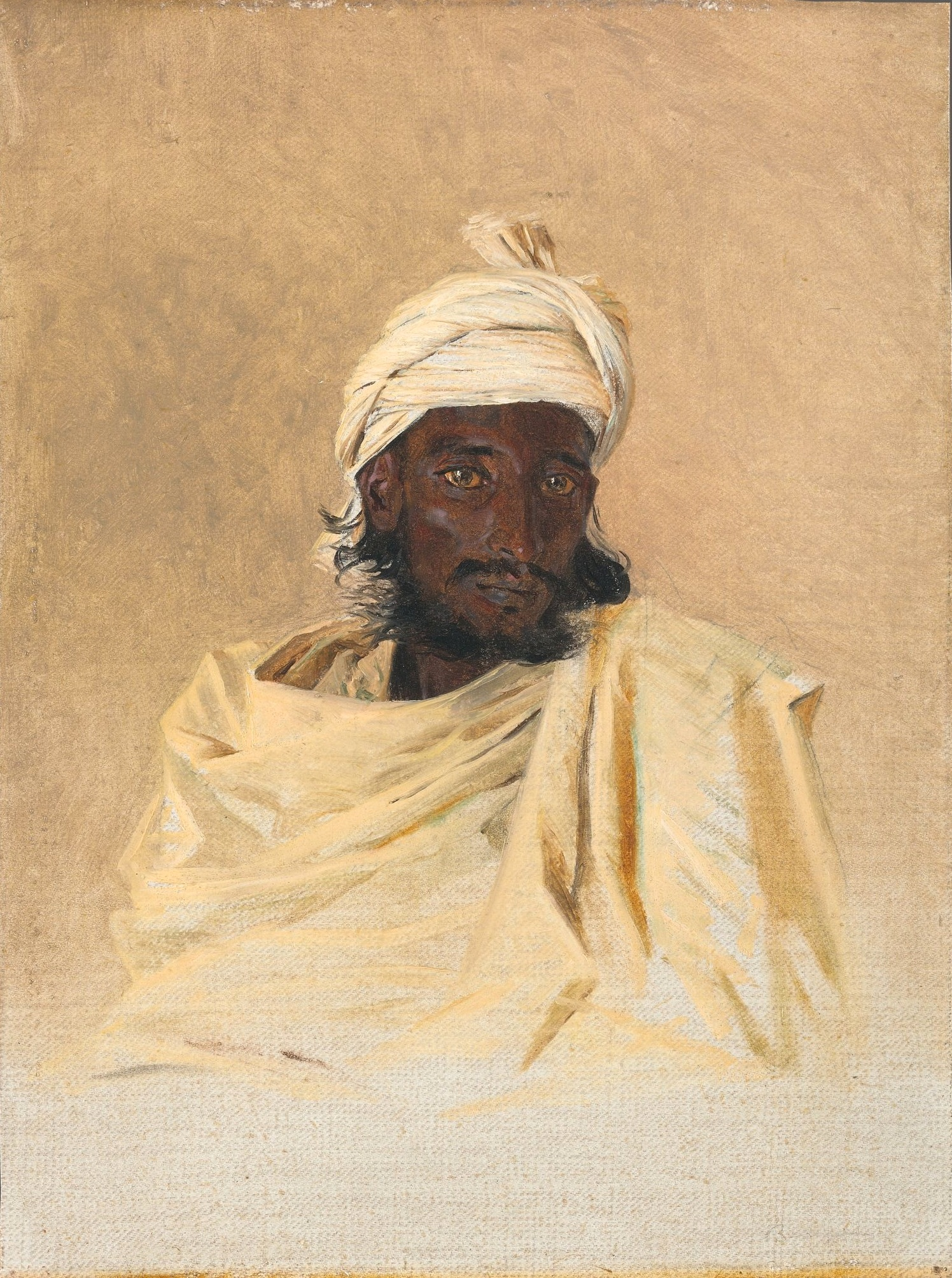
비힐족 (1884)
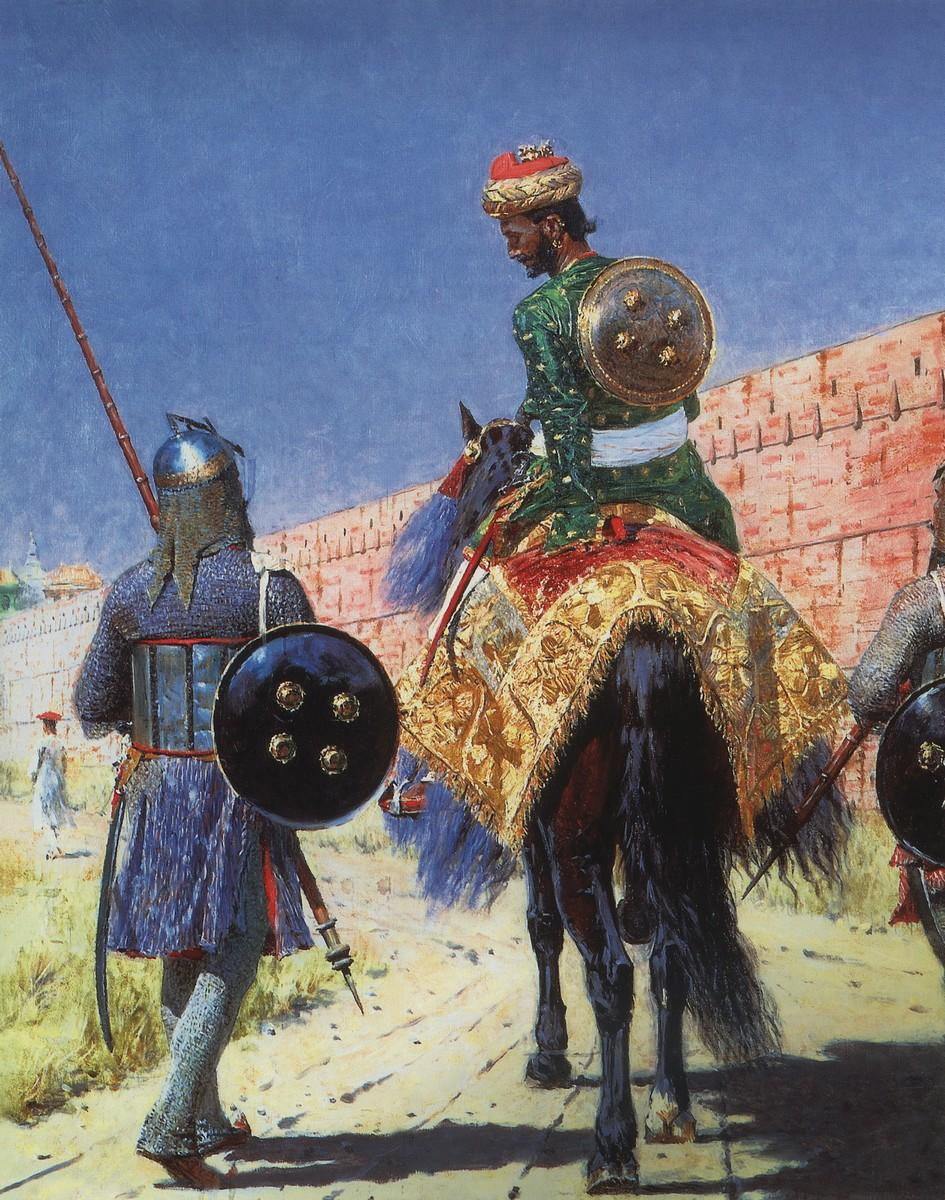
자이푸르의 말을 탄 전사 (1881)
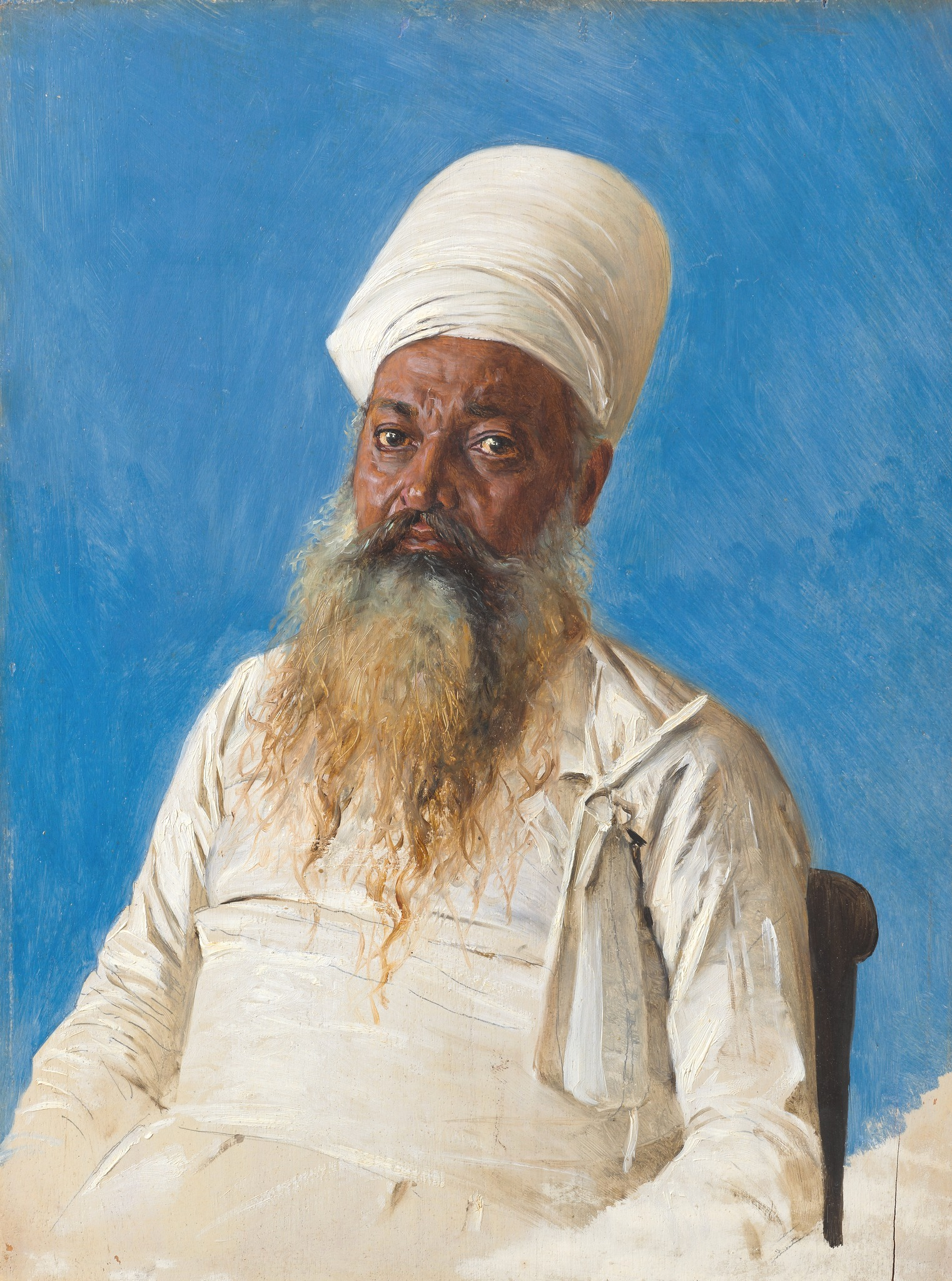
파시교 수도승, 봄베이 (1874–1876)
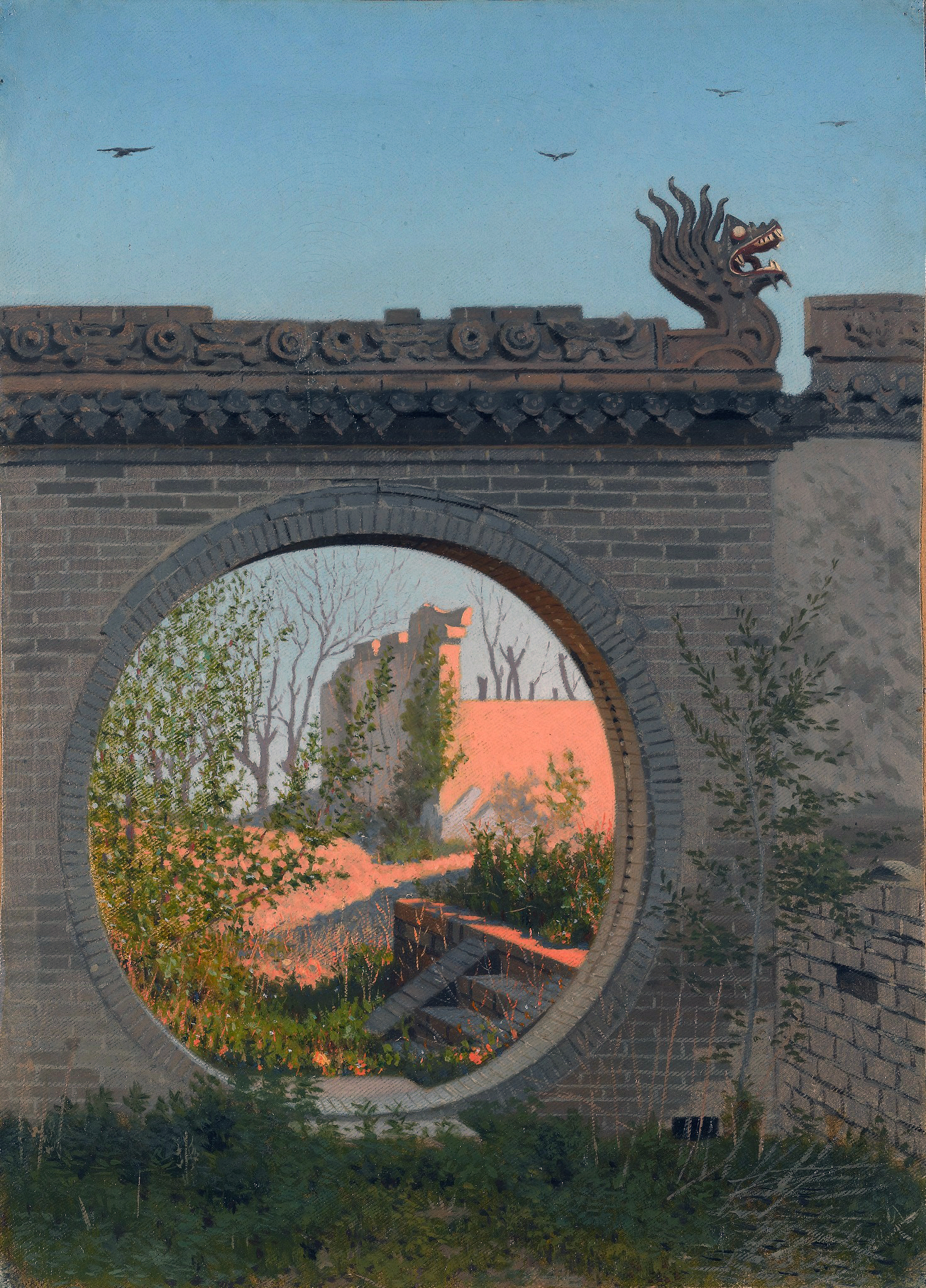
추구착의 정원문 (1869–1870)

## 같이 보기
- 오리엔탈리즘